# Inébilizumab
L'inébilizumab est un médicament utilisé dans la neuromyélite optique etvendu sous le nom de marque Uplizna.

## Mode d'action
Il s'agit d'un anticorps monoclonal qui se lie au CD19 des lymphocytes B et entraîne leur dégradation,

## Usage médical
Est un médicament utilisé pour traiter le trouble du spectre de la neuromyélite optique dû à des anticorps contre l'aquaporine 4. Le médicament est administré par injection progressive dans une veine.

## Effets secondaires
Les effets secondaires de ce médicament comprennent une infection des voies urinaires ou des douleurs articulaires. D’autres effets secondaires peuvent inclure le syndrome de libération de cytokines ou des infections. L'utilisation
de ce médicament pendant la grossesse peut nuire au bébé.

## Histoire
Le médicament a été approuvé pour un usage médical aux États-Unis en 2020. Aux États-Unis, le coût par dose s'élève à environ 137 000 dollars américains en 2021. Il n'est pas disponible commercialement au Royaume-Uni ou en Europe en 2021.